# Maršal roda vojsk
Maršal roda vojsk (russo : Маршал рода войск; translitterato: Maršal roda vojsk; letteralmente: maresciallo del tipo di truppe) è stato un grado delle forze armate sovietiche dal 1943 al 1974.
All'epoca era il grado più basso tra i marescialli dell'Armata Rossa e poi dell'esercito sovietico.
I marescialli di corpo erano coloro i quali erano destinati al comando di una grande formazione di un'Arma o di un corpo. Dal punto di vista nominale il livello di grado era equivalente a generale dell'armata, tuttavia gli ufficiali generali che si fregiavano di quel grado non erano autorizzati, non avendo le specifiche competenze, ad assolvere compiti di comando di un'Arma o di una grande formazione quali una grande unità corazzata o di una grande unità di artiglieria.

## Istituzione del grado
Il termine "maresciallo di corpo" (letteralmente maresciallo del tipo di truppe) era un calco dal tedesco General der Waffengattung (Generale di corpo; letteralmente: generale del tipo d'arma); nella Russia imperiale esisteva già la denominazione di General roda vojsk (in russo letteralmente: generale del tipo di truppe; cirillico: Генерал рода войск) per gli ufficiali generali creati alla fine del XVII secolo quando Pietro il Grande aveva creato nell'Esercito Imperiale Russo nel 1699 i gradi di generale della fanteria e generale della cavalleria. 
In epoca sovietica i primi ufficiali generali dell'aviazione, dell'artiglieria e delle truppe corazzate furono promossi a questo grado il 16 gennaio 1943.
Nel mese di ottobre del 1943 seguirono le nomine dei marescialli del Corpo delle comunicazioni e del Corpo degli ingegneri.
- Maresciallo delle comunicazioni (маршал войск связи)
- Maresciallo del Genio (маршал инженерных войск)

I vertici di ciascuna Arma avevano il grado di maresciallo comandante di corpo: 
- Maresciallo comandante dell'aviazione (главный маршал авиации)
- Maresciallo comandante dell'artiglieria (главный маршал артиллерии)
- Maresciallo comandante delle truppe corazzate (главный маршал бронетанковых войск)
- Maresciallo comandante delle Corpo delle comunicazioni (главный маршал войск связи)
- Maresciallo comandante del Corpo degli ingegneri (главный маршал инженерных войск)

| Gradi delle forze armate dell'Unione Sovietica           |                                       |                                                                        |
| grado inferiore: Colonnello generale (Генерал-полковник) | Generale dell'armata (Генерал армии)  | Generale dell'armata (Генерал армии)                                   |
| grado inferiore: Colonnello generale (Генерал-полковник) | Maršal roda vojsk (Ма́ршал ро́да во́йск) | grado superiore: Glavnyj maršal roda vojsk (Главный ма́ршал ро́да во́йск) |

## Distintivi di grado
Il distintivo di grado era simile a quello di maresciallo dell'Unione Sovietica con una sola grande stella, con la differenza che mentre nel distintivo di grado nel maresciallo dell'Unione Sovietica la stella era accompagnata dall'emblema dell'Unione Sovietica, nei marescialli capo e nei marescialli d'Arma la stella era accompagnata dall'emblema della propria Arma. La differenza nei distintivi di grado tra i marescialli capo, che erano al comando di un'Arma, e i marescialli d'Arma era nella stella che nei marescialli capo era circondata da foglie di alloro.
| Descrizione              | Maresciallo di Corpo         | Maresciallo di Corpo       | Maresciallo di Corpo               | Maresciallo di Corpo            | Maresciallo di Corpo                  |
| ... uniforme di servizio | Controspallina 1943 – 1955   | Controspallina 1943 – 1955 | Controspallina 1943 – 1955         | Controspallina 1943 – 1955      | Controspallina 1943 – 1955            |
| ------------------------ | ---------------------------- | -------------------------- | ---------------------------------- | ------------------------------- | ------------------------------------- |
| ... uniforme di servizio |                              |                            |                                    |                                 |                                       |
| ... uniforme ordinaria   | Controspallina 1955 – 1974   | Controspallina 1955 – 1974 | Controspallina 1955 – 1974         | Controspallina 1955 – 1974      | Controspallina 1955 – 1974            |
| ... uniforme ordinaria   |                              |                            |                                    |                                 |                                       |
| Grado                    | Maresciallo dell'Artiglieria | Maresciallo dell'Aviazione | Maresciallo delle Truppe corazzate | Maresciallo delle Comunicazioni | Maresciallo del Corpo degli Ingegneri |
| Emblema                  |                              |                            |                                    |                                 |                                       |
| equivalente NATO         | OF-9                         | OF-9                       | OF-9                               | OF-9                            | OF-9                                  |